# Lancetes nigriceps
Lancetes nigriceps är en skalbaggsart som först beskrevs av Wilhelm Ferdinand Erichson 1834.  Lancetes nigriceps ingår i släktet Lancetes och familjen dykare.

## Underarter
Arten delas in i följande underarter:
- L. n. nigriceps
- L. n. debilis
- L. n. nordenskjoldi